# GT4 European Series
Pour les articles homonymes, voir GT4.

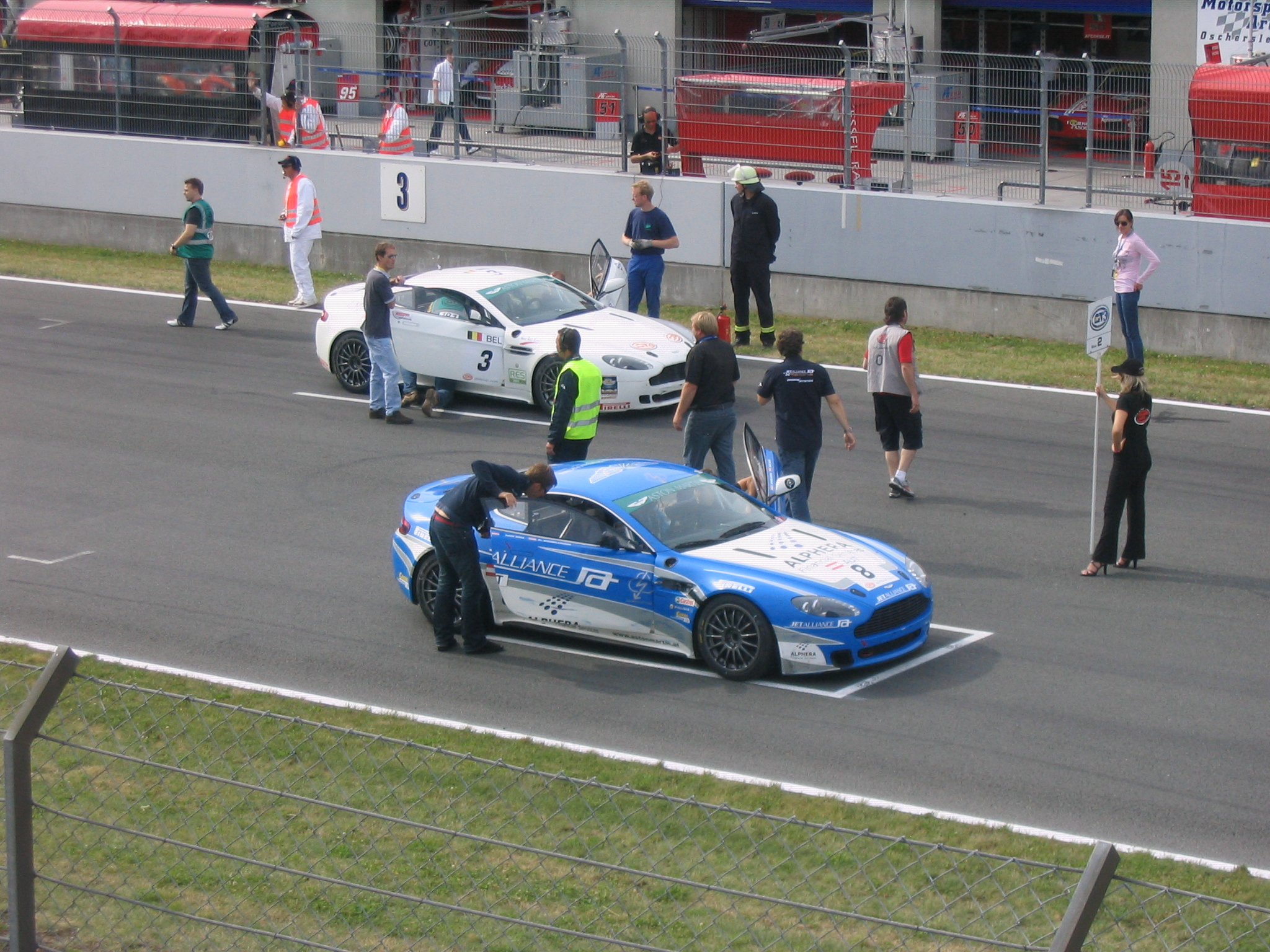
Deux Aston Martin V8 Vantage N24 à Oschersleben en 2008

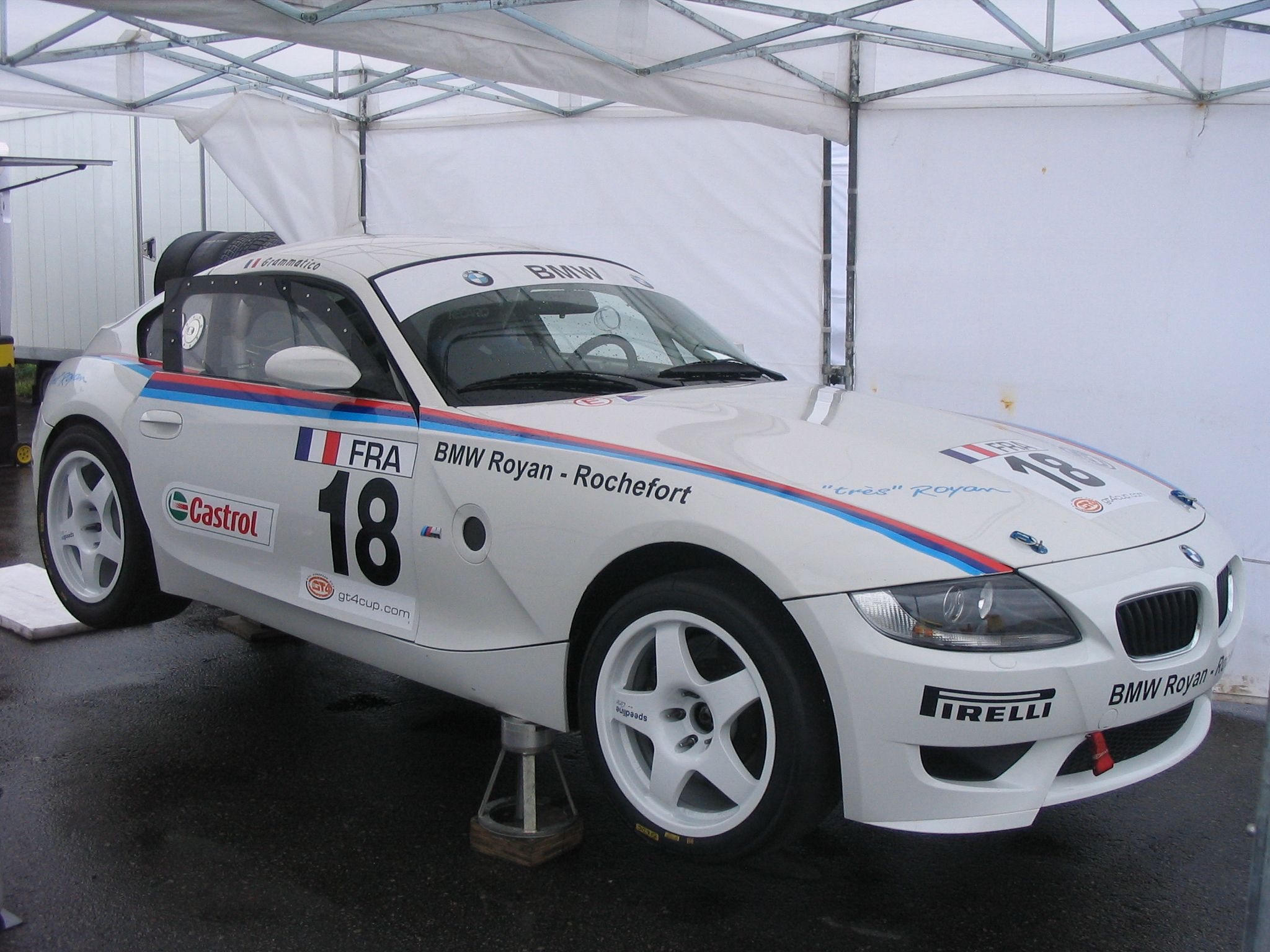
La BMW Z4 de André Grammatico en 2008

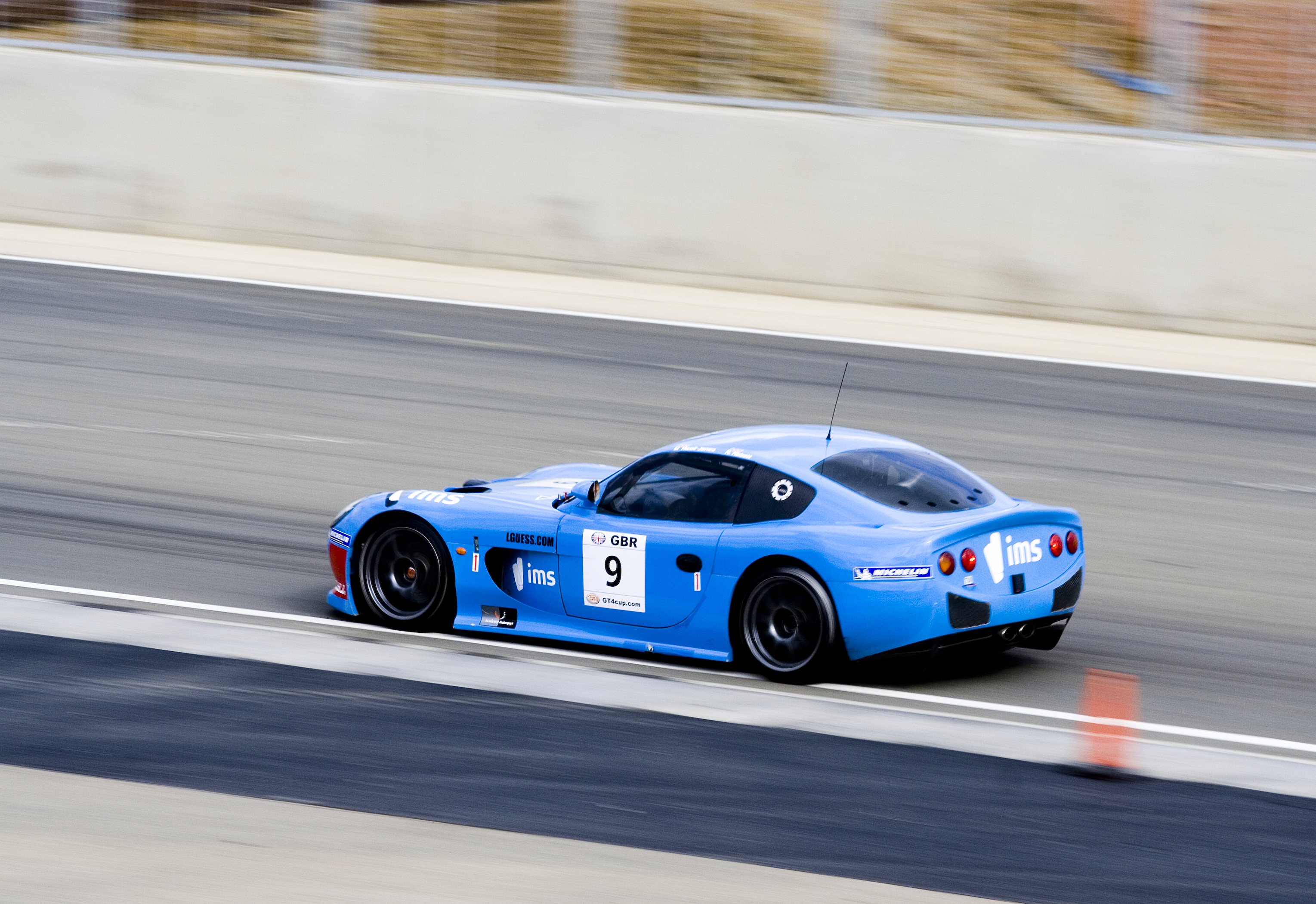
La Ginetta G50 à Silverstone en 2010

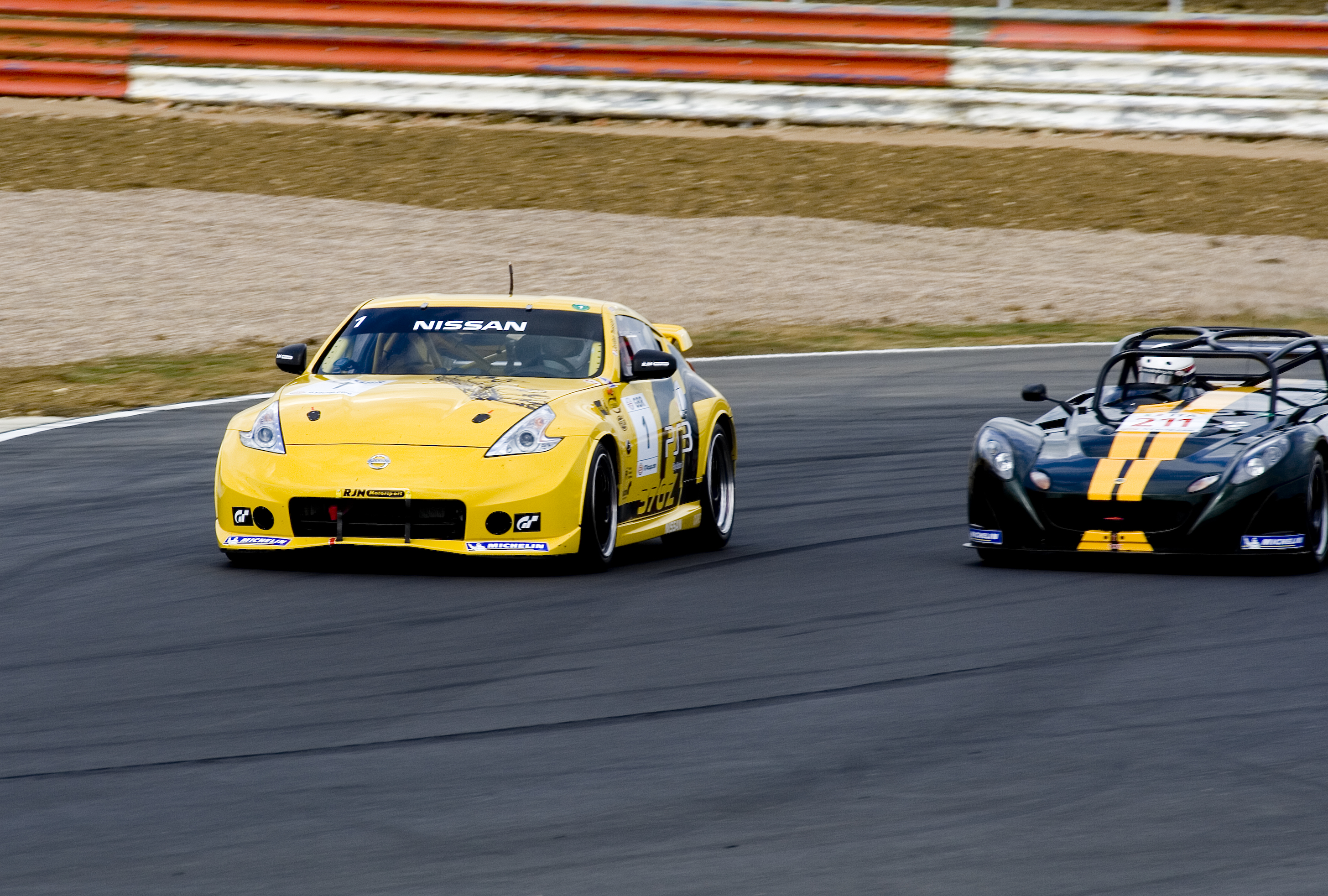
La Nissan 370Z et la Lotus 2-Eleven à Silverstone en 2010

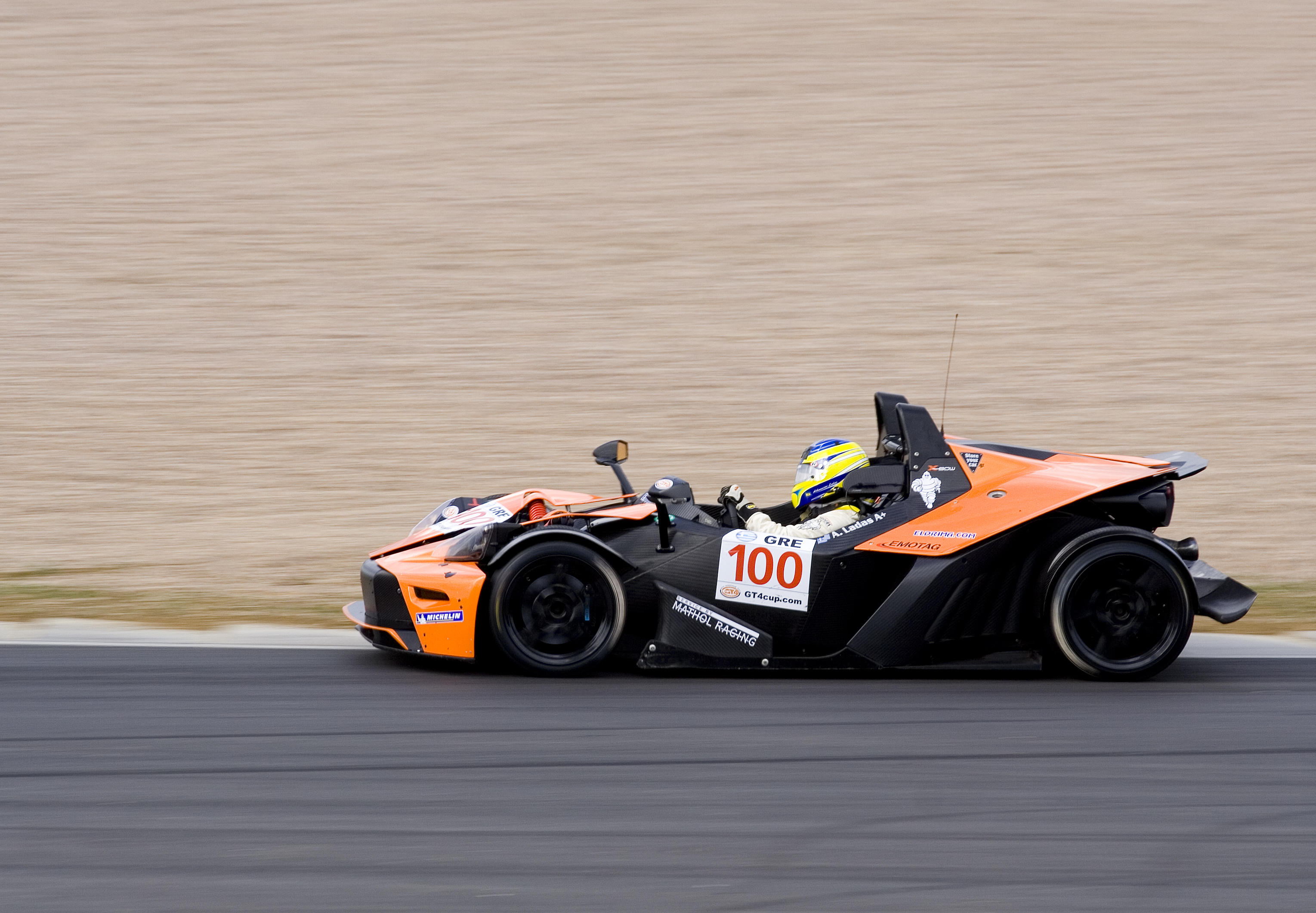
La KTM X-Bow de la classe Supersport à Silverstone en 2010

Le GT4 European Series, anciennement nommé GT4 European Cup, est un championnat créé et organisé par Stéphane Ratel Organisation pour la classe SRO GT4 (en) depuis 2007.

## Historique
Après la création du championnat d'Europe FIA GT3 en 2006, la formule a été reprise en 2007 pour intégrer des modèles déjà utilisés dans certains championnats comme le Championnat GT britannique ou le Belcar. Cette compétition est annulée en 2012 devant le manque de compétiteurs et le conflit entre l'ancien promoteur du championnat belge et le Royal Automobile Club de Belgique (RACB).
Un nouveau championnat reprend en 2013 sous le nom de « GT4 European Trophy », avant de prendre son nom actuel en 2014.

## Voitures
- Aston Martin V8 Vantage N24 (Prodrive)
- Aston Martin V8 Vantage GT4 (Prodrive, 2009)
- Alpine A110 GT4
- BMW M3 GT4 (2009)
- BMW Z4 M Coupe
- Chevrolet Camaro GT4
- Corvette C6 GT4
- Ford Mustang FR500C GT4 (Matech Concepts)
- Ginetta G50
- Lotus Evora GT4
- Lotus Exige GT4 (Lotus Sport)
- Maserati Trofeo
- Nissan 350Z
- Nissan 370Z
- Porsche Cayman
- Porsche 997 GT3 (2009)

En 2008, une autre classe été créée sous le nom Sports Light pour Roadster avec un poids minimum de 750 kg. En 2009, cette classe été rebaptisée Supersport.
- Donkervoort D8GT
- KTM X-Bow
- Lotus 2-Eleven (Lotus Sport)
- Peugeot 207 Spider (2009)

## Pilotes
Comme en GT3, les pilotes sont des amateurs et doivent répondre à des critères stricts pour avoir l'autorisation de courir. Les pilotes de moins de trente ans ne doivent ni avoir terminé dans le Top-10 d'un championnat de monoplaces national ou international, ni avoir eu une carrière en championnat de GT national ou international ; ce sont les pilotes « Argent ». Les pilotes de plus de trente ans qui n'ont eu leur première licence de sport automobile qu'après trente ans sans avoir eu d'expérience en monoplaces sont aussi autorisés ; ce sont les pilotes « Bronze ».

## Champions
| Saison | Catégorie GT4                                | Catégorie GT4                     | Catégorie Sports Light               |
| Saison | Pilotes                                      | Équipes                           | Pilotes                              |
| ------ | -------------------------------------------- | --------------------------------- | ------------------------------------ |
| 2007   | Eric de Doncker (en)                         | non disputé                       | non disputé                          |
| 2008   | Eric de Doncker (en)                         | Motorsport98                      | Christopher Haase                    |
| Saison | Catégorie GT4                                | Catégorie GT4                     | Catégorie Supersport                 |
| Saison | Pilotes                                      | Équipes                           | Pilotes                              |
| 2009   | Joe Osborne                                  | RJN Motorsport                    | Augustin Eder                        |
| 2010   | Paul Meijer                                  | Rhesus Racing                     | Gianni Giudici                       |
| 2011   | Ricardo van der Ende                         | Ekris Motorsport                  | Gianni Giudici                       |
| 2012   | championnat annulé                           | championnat annulé                | championnat annulé                   |
| Saison | Pro                                          | Pro                               | Am                                   |
| Saison | Pilotes                                      | Équipes                           | Pilotes                              |
| 2013   | Ricardo van der Ende                         | Ekris Motorsport                  | Jörg Viebahn                         |
| 2014   | Ricardo van der Ende Bernard d'Orange-Nassau | Ekris Motorsport                  | André Grammatico                     |
| 2015   | Marcel Nooren Jelle Beelen                   | V8 Racing                         | Daniel Uckermann                     |
| 2016   | Peter Terting Jörg Viebahn                   | PROsport Performance              | Jérôme Demay                         |
| Saison | Silver                                       | Pro-Am                            | Am                                   |
| Saison | Pilotes                                      | Pilotes                           | Pilotes                              |
| 2017   | Ricardo van der Ende Max Koebolt             | Luc Braams Duncan Huisman         | Giuseppe Ghezzi                      |
| 2018   | Milan Dontje Nicolaj Møller Madsen           | Markus Lungstrass                 | Niki Leutwiler                       |
| 2019   | Simon Knap Alec Udell                        | Marcus Påverud Luca Trefz         | Pascal Bachmann Clément Seyler       |
| 2020   | Valentin Hasse-Clot Théo Nouet               | Bastian Buus Jan Kasperlik        | Nicolas Gomar Gilles Vannelet        |
| 2021   | Charlie Fagg Bailey Voisin                   | Grégory Guilvert Fabien Michal    | Michael Blanchemain Christophe Hamon |
| 2022   | Roee Meyuhas Erwan Bastard                   | Jean-Luc Beaubelique Jim Pla      | Mikhail Loboda Andrey Solukvtsev     |
| 2023   | Michael Schrey Gabriele Piana                | Grégory Guilvert Christophe Hamon | Alban Varutti                        |